# Seguridad de las comunicaciones
La Seguridad de las comunicaciones, también conocida por las siglas COMSEC (del inglés Communications Security), es la disciplina que se encarga de prevenir que alguna entidad no autorizada que intercepte la comunicación pueda acceder de forma inteligible a información. Por tanto esta disciplina incluye campos de estudios como la criptología, la emisión segura, la transmisión segura, la seguridad del flujo del tráfico y la seguridad física del equipo que se encarga de las comunicaciones.
- Datos: Q5154228